# Geely Yuanjing X6

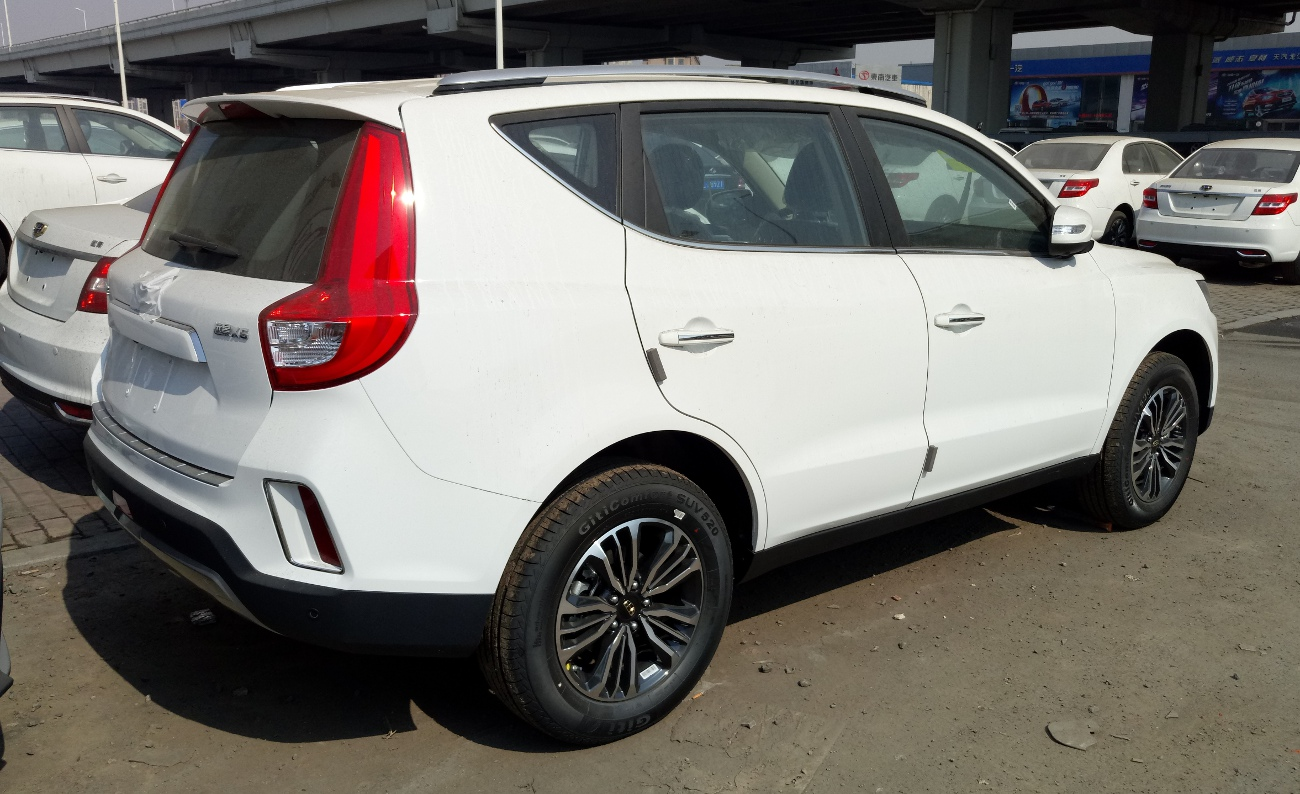
Heckansicht

Der Geely Yuanjing X6 (auch Geely X7) ist ein SUV des chinesischen Automobilherstellers Geely der Marke Geely.

## Geschichte
Der Yuanjing X6 ist im Grunde eine stark überarbeitete Variante des 2011 eingeführten Emgrand EX7. Das Design des Fahrzeugs wurde an die aktuelle Designlinie der Geely-Modelle angepasst. 2021 wurde die Baureihe überarbeitet und wird fortan als Yuanjing X6 Pro vermarktet.
Auf Basis des Yuanjing X6 wurde im Oktober 2023 unter der aus Lifan hervorgegangenen Marke Livan der Livan X6 Pro für den russischen Markt vorgestellt.
Mit dem 2016 eingeführten Boyue hat Geely noch ein weiteres SUV ähnlicher Größe im Angebot. Preislich ist es jedoch über dem Yuanjing X6 eingeordnet.

## Technische Daten
|                                             | 1.4 T                     | 1.4 T                  | 1.8                   |
| Bauzeitraum                                 | 07/2016–10/2019           | seit 06/2019           | 07/2016–10/2019       |
| Motorkenndaten                              |                           |                        |                       |
| Motortyp                                    | R4-Ottomotor              | R4-Ottomotor           | R4-Ottomotor          |
| Motoraufladung                              | Turbolader                | Turbolader             | —                     |
| Hubraum                                     | 1398 cm³                  | 1398 cm³               | 1799 cm³              |
| max. Leistung bei min−1                     | 98 kW (133 PS) / 5200     | 104 kW (141 PS) / 5200 | 98 kW (133 PS) / 6000 |
| max. Drehmoment bei min−1                   | 235 Nm / 1600–4000        | 235 Nm / 1600–4000     | 170 Nm / 4400         |
| Kraftübertragung                            |                           |                        |                       |
| Antrieb                                     | Vorderradantrieb          | Vorderradantrieb       | Vorderradantrieb      |
| Getriebe, serienmäßig                       | 6-Gang-Schaltgetriebe     | Stufenloses Getriebe   | 5-Gang-Schaltgetriebe |
| Getriebe, optional                          | (Stufenloses Getriebe)    | —                      | —                     |
| Messwerte                                   |                           |                        |                       |
| Höchstgeschwindigkeit                       | k. A. (175 km/h)          | 175 km/h               | 175 km/h              |
| Beschleunigung, 0–100 km/h                  | k. A.                     | k. A.                  | 13,5 s                |
| Leergewicht                                 | 1541 kg (1544 kg)         | 1544–1600 kg           | 1433 kg               |
| Kraftstoffverbrauch auf 100 km (kombiniert) | 6,2 l Super (6,3 l Super) | 6,4 l Super            | 6,8 l Super           |
| Tankinhalt                                  | 55 l                      | 55 l                   | 55 l                  |